# アメリカン・フライヤー
アメリカン・フライヤー（American Flyer）は、アメリカのフォークロック・スーパーグループ。
アメリカン・フライヤーは1976年に結成され、1978年に解散するまでにユナイテッド・アーティスツから2枚の成功を収めたアルバムをリリースした。彼らはまた、1976年に全米のBillboard Hot 100で80位を叩き出した1曲のマイナーヒット「Let Me Down Easy」をチャートに記録している。彼らのセルフタイトルのファースト・アルバムは、ビートルズの音楽プロデューサーであるジョージ・マーティンによってプロデュースされたことでも有名である。

## メンバー
- クレイグ・フラー (Craig Fuller) ※ピュア・プレイリー・リーグ
- エリック・カズ (Eric Kaz) ※ブルース・マグース
- スティーヴ・カッツ (Steve Katz) ※ブラッド・スウェット・アンド・ティアーズ
- ダグ・ユール (Doug Yule) ※ヴェルヴェット・アンダーグラウンド

## ディスコグラフィ

### アルバム
- 『アメリカン・フライヤー』 - American Flyer (1976年、United Artists)
- 『スピリット・オブ・ア・ウーマン』 - Spirit of a Woman (1977年、United Artists)